# 董家岭村
董家岭村，是中华人民共和国山西省晋中市灵石县南关镇下辖的一个村。
2013年8月26日，董家岭村公布为第二批中国传统村落。
2019年1月21日，董家岭村公布为第七批中国历史文化名村。